# خربة الحصان
خربة الحصان قرية سوريّة تتبع إداريّاً لمحافظة حلب منطقة منبج ناحية مركز منبج، بلغ تعداد سكانها 727 نسمة حسب التعداد السكاني لعام 2004.